# Княжество Хатт-Ривер
Провинция Хатт-Ривер — виртуальное государство, основанное Леонардом Кэсли в 1970 году. Полное название — Княжество провинции Хатт-Ривер, ныне Княжество Хатт-Ривер.
Расположено на территории фермерского хозяйства семьи Кэсли в 517 км к северу от города Перт, административного центра штата Западная Австралия. Ближайший город Нортгемптон (Западная Австралия).

## История
В 1969 году администрация штата Западная Австралия ввела квоту на выращивание пшеницы, что поставило под угрозу существование многих фермерских хозяйств территории. Семья Кэсли интерпретировала существующие законы так, что они дают им право образовать своё правительство и отделиться от Австралии. Вследствие затянувшегося диспута по поводу квот в 1970 году Леонард Джордж Кэсли (Leonard George Casley) (умер в 2019) формально отделился от Австралийского союза и 21 апреля 1970 года возглавил вновь образованную Провинцию Хатт-Ривер.
Позднее Провинция была провозглашена Княжеством и независимым государством в целях защиты соратников Леонарда Кэсли от судебного преследования со стороны администрации штата (посредством преобразования их хозяйств в суверенную территорию).
В декабре 2006 года князь Леонард изменил название государства на «Княжество Хатт-Ривер», отказавшись от слова «провинция».
В 2008 году Совет Европейского союза опубликовал меморандум о «„вымышленных“ паспортах … выдаваемых частными организациями и отдельными лицами», по которым воспрещается выдавать официальные транзитные визы. Среди таких «вымышленных» паспортов в документе упомянуты и паспорта Княжества Хатт-Ривер.
На 2011 год в государстве постоянно проживают около трёх десятков человек, в то время как число обладателей паспортов Княжества за его пределами власти Хатт-Ривер оценивают приблизительно в 14 000.

## Экономика

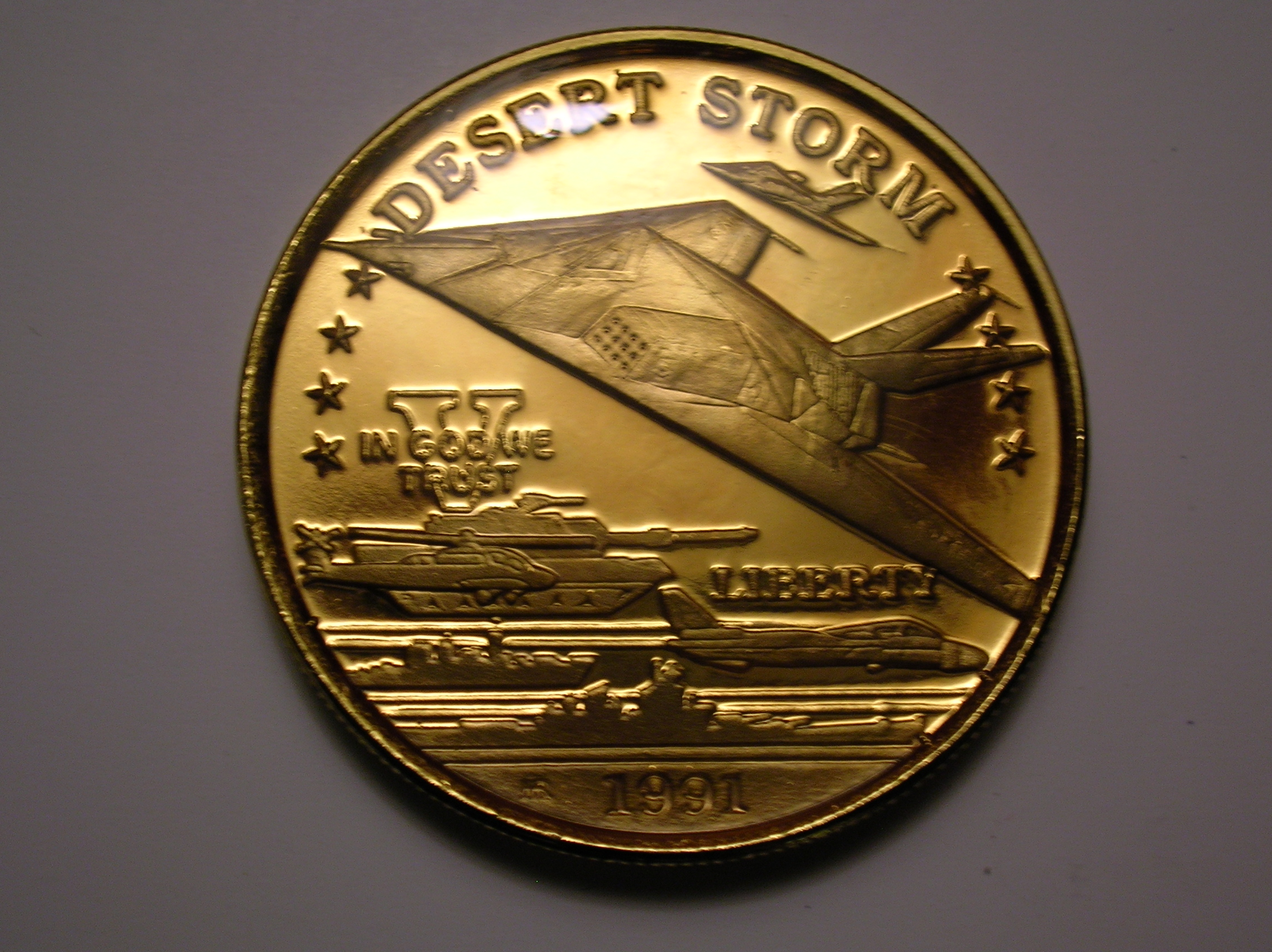
Монета Провинции Хатт-Ривер, 1991 г.

Доллар Хатт-Ривера (привязан к австралийскому доллару в соотношении 1:1)
В 1974 году выпущены банкноты, а в 1976 и 1978 годах — монеты. Чеканка монет производилась в Канаде, на монетном дворе Ломбардо. Монеты низких номиналов (5, 10, 20, 50 центов) предназначались для обращения. Одновременно выпускались такие же монеты для коллекционеров качества АЦ и «пруф», а также серебряные, номиналом 30 долларов, и золотые, номиналом 100 долларов, монеты.
В 1979 году решено прекратить чеканку разменных монет и заниматься только памятными монетами из драгоценных металлов. Местом чеканки монеты стал монетный двор Нью Куинсленд, расположенный в США.
В 1995 году почтовая служба США прекратила продажу монет Провинции Хатт-Ривер в США.
В 2000 году на австралийском монетном дворе отчеканены небольшим тиражом золотые 100 долларов в честь 30-летия образования Провинции Хатт Ривер.